# Eva Fischer
Eva Fischer (Daruvar, 19 novembre 1920 – Roma, 7 luglio 2015) è stata una pittrice jugoslava naturalizzata italiana, che dal termine della seconda guerra mondiale ha vissuto a Roma.

## Biografia
Negli anni precedenti la Seconda guerra mondiale si è diplomata all'accademia di belle arti di Lione per poi raggiungere la famiglia a Belgrado in tempo per subire i bombardamenti nazisti sulla città del 1941.
Il padre Leopoldo, rabbino capo e talmudista venne deportato dai nazisti, assieme a più di 30 altri familiari.
Dopo la fuga da Belgrado, lei, la madre ed il fratello minore, vennero catturati ed internati nel campo di Vallegrande (isola di Curzola). L'amministrazione italiana del campo non conobbe - la pittrice era sempre lieta di rammentarlo - ferocia alla pari di quella nazista. A causa di una malattia materna, ottenne un permesso per recarsi all'ospedale di Spalato ed in seguito a Bologna. Grazie all'aiuto di alcuni componenti del Partito d'Azione, Eva Fischer e i suoi familiari si nascosero sotto il falso nome di Venturi.
A guerra finita scelse Roma come sua città d'adozione ed entrò immediatamente a far parte del gruppo di artisti di Via Margutta. Di quel periodo è la sua amicizia e consuetudine con Mafai e Guttuso, Tot, Campigli, Fazzini, Carlo Levi, Capogrossi, Corrado Alvaro e tanti di quella generazione di artisti che avevano maturato idee luminose entro il buio della dittatura.
Intensa anche l'amicizia con Giorgio De Chirico, Mirko, Sandro Penna, Giuseppe Ungaretti e Franco Ferrara allora già brillante direttore d'orchestra. Furono lunghe e notturne le passeggiate romane con Jacopo Recupero, Corrado Cagli, Avenali, Giuseppe Berto e Alfonso Gatto nonché Maurice Druon non ancora ministro della cultura francese che andava scrivendo le pagine de “Le grandi famiglie”.
La tematica dei "mercati romani" venne apprezzata da Salvador Dalí, mentre Ehrenburg scrisse sulle “umili e orgogliose biciclette”.
Incontrò Pablo Picasso a casa di Luchino Visconti. Picasso la esortò a progredire nella luce misteriosa delle "barche" e delle "architetture meridionali".
Si trasferì a Parigi nel quartiere di Saint Germain des Près presso lo scultore Zadkine e divenne amica e profonda ammiratrice di Marc Chagall.
Proseguì per Madrid dove, nell'Atelier di Juana Mordò, la sua pittura fu al centro di dibattiti con i pittori spagnoli ancora in lotta contro il franchismo.
Trascorse negli anni sessanta un periodo londinese, dove espose nella Galleria Lefevre che aveva concesso l'ultima “personale” al pittore Amedeo Modigliani. La Galleria Lefevre ospitò i suoi quadri per i “suoi colori mediterranei e l'italianità” delle sue tele.
Il mondo della Fischer è fatto di brevi migrazioni ovunque il suo estro l'ha chiamata: da Israele ove dipinse mirabili tele di Gerusalemme ed Hebron (molto note sono le vetrate del Museo Ebraico di Roma), fino agli U.S.A. dove conta numerosi collezionisti ed estimatori, fra i quali gli attori Humphrey Bogart (fu la moglie Lauren Bacall a donargli la prima opera) e Henry Fonda.
Negli anni '80, la Comunità Europea la nominò "Artista Europeo".
Nel 1990 espose presso il Museo dell'Olocausto "Yad Vashem" di Gerusalemme, di cui alcune opere costituiscono dal 1991 la "Fondazione Eva Fischer" a Kfar Saba (Israele).
Nel 1992 Ennio Morricone le dedicò un CD di 12 brani, intitolato A Eva Fischer Pittore.
Nel 2008 il Presidente della Repubblica Italiana Giorgio Napolitano, le ha conferito l'onorificenza di Cavaliere al merito della Repubblica Italiana.
Morì il 7 luglio 2015 all'età di 94 anni nella sua casa di Trastevere
Eva è una delle protagoniste del documentario "Qualcosa Rimane" di Francesco D'Ascenzo(2019). Si tratta di una fra le sue ultime interviste video, registrata nel 2014.
Nel 2022 la città croata di Daruvar dove nacque nel 1920, le ha dedicato la "Galerija Eva Fischer" d'Arte Moderna, Museo Nazionale.
Nel film Ennio (2022) di Giuseppe Tornatore dedicato a Morricone, compare Eva, parlando di quando i due si conobbero a Trastevere.